# Артемий Лебедев
Дмитрий Андреевич Уткин е руски дизайнер, син на руската писателка Татяна Толстая и филолога Андрей Уткин. Освен като дизайнер той е известен и като фотограф и пътешественик.
През 1995 г. основава студиото WebDesign (през 1998 г. го преименува на „Студио Большие Яйца“), което е сред първите и най-големи студиа за уеб дизайн. От 2001 г. студиото започва да се занимава и с промишлен дизайн.